# Georgij Zažickij
Georgij Semënovič Zažickij (in russo Георгий Семёнович Зажицкий?; Luga, 5 febbraio 1946) è un ex schermidore sovietico, vincitore di una medaglia di bronzo nella scherma ai giochi olimpici.